# Johan Söderlund
Johan Leonard Söderlund, född 1788, död 10 april 1871 i Stockholm, var en svensk arkitekt, målare och tecknare. 
Söderlund var gift med Maria Elisabet Söderlund. Han utbildade sig i slutet av 1810-talet och början av 1820-talet vid Konstakademiens arkitekturskola. Han gjorde sig känd som en skicklig tavelrestaurator och renoverade under 1830-talet ett flertal porträtt för Klara kyrka i Stockholm. Söderlund är representerad vid Uppsala universitetsbibliotek och Nationalmuseum.